# Czaruków
Czaruków (ukr. Чаруків) – wieś w rejonie łuckim obwodu wołyńskiego, założona w 1444 r. W II Rzeczypospolitej miejscowość była siedzibą gminy wiejskiej Czaruków w powiecie łuckim województwa wołyńskiego. Wieś liczy 1163 mieszkańców.